# R-17 엘브루스
R-17 엘브루스(나토명 SS-1C Scud-B)는 소련의 단거리 지대지 탄도 미사일이다. R-11 젬랴(나토명 SS-1 Scud-A)를 개량한 것이다. 1960년부터 1987년까지 7000발 정도가 생산되었다.

## 역사
1959년 마케예프 설계국에서 최초의 목업을 제작했다. 모스크바 동쪽 580km의 보트킨스크에 있는 러시아 최대의 미사일 제조공장인 Votkinsk Machine Building Plant에서 1959년 대량생산을 시작했다. 1961년 최초발사, 1964년 실전배치했다.
R-17을 위한 5-70 kt 핵탄두가 설계되었다. 555 kg VX 화학탄두도 장착할 수 있다. 재래식 탄두로는 대전차 공격용이나 활주로 파괴용으로 단발의 고폭탄, 다발의 집속탄을 사용할 수 있다.
미국 랜드연구소 브루스 베넷 박사는 사린가스 1톤을 7.8km2 면적의 땅에 뿌릴 경우 23만 명의 사망자가 발생할 수 있다고 추정한다. VX는 사린가스보다 백 배 이상 독성이 강하다.

## 제원 (스커드-B)
- 무게: 5,800 kg (12,800 lb)
- 길이: 11.2 m (37 ft)
- 직경: 0.88 m (2.9 ft)
- 사거리: 300 km
- CEP: 500–900 m
- 연료: 액체연료 (산화제 적연질산/연료 UDMH)
- 발사준비시간: 1시간
- 저장기간: 19년 (창고), 6개월 (전투준비태세)
- 비행시간: 15분

## 같이 보기
- R-13